# Lasse Bøchman
Lasse Bøchman (født 13. juni 1983) er en dansk cykelrytter, som kører for Glud & Marstrand-LRØ Rådgivning.
Lasse Bøchman startede sin cykelkarriere i Næstved Bicycle Club, hvor han kørte i årene som børne-, ungdoms- og juniorrytter.
Som senior skiftede Lasse Bøchman CK Kronborg Pro, inden han i 2005 fik kontrakt med Glud & Marstrand Horsens.
Lasse Bøchman gik på pension i 2014 efter 11 sæsoner som professionel.